# Дани Карвахал (фудбалер, 1989)
Дани Габријел Карвахал Родригез (шп. Danny Gabriel Carvajal Rodríguez; 8. јануар 1989) костарикански је фудбалер.

## Репрезентација
За репрезентацију Костарике дебитовао је 2017. године. За национални тим одиграо је 3 утакмице.

## Статистика
| Костарика | Костарика | Костарика |
| Год.      | Ута.      | Гол.      |
| --------- | --------- | --------- |
| 2017      | 3         | 0         |
| Укупно    | 3         | 0         |